# Англо-бурські війни
Англо-бурські війни, дві війни 1880—1881 і 1899—1902 років.
Голландська Капська колонія в Африці була захоплена британцями на початку XIX століття. Нащадки голландських, німецьких, французьких та ін. вихідців, бури, вели скотарське господарство і користувалися працею чорношкірих рабів. Але у 1833 році британський уряд ліквідував рабство у всіх своїх колоніях. Бури сприйняли це як недружній акт стосовно них. Почалося переселення бурів (Рух фоуртреккерів) з британської колонії. За річкою Оранжева бури заснували Республіку Оранжева, а за річкою Вааль — республіку Трансвааль.
Перша англо-бурська війна була значною мірою наслідком виявлення місцезнаходжень алмазів у Західному Грікваленді — землях, населених гріква і тсвана, і що входили з 1854 р. до бурської Республіки Оранжева.
Поклади алмазів були виявлені там наприкінці 1860-х рр., що призвело до початку «алмазної лихоманки». Британія анексувала ці землі в 1871 р., приєднавши їх до Капської колонії.
Події англо-бурських воїн знайшли відображення в творчості художника-баталіста Чарльза Едвіна Фріппа (1854—1906).

## Рейд Джеймсона
Рейд Джеймсона був здійснений британським колоніальним державним діячем Ліндером Старр Джеймсоном і його родезійськими і бечуаналендськими загонами у вихідні Нового Року 1895-96. Він був зроблений задля того, щоб підняти повстання в першу чергу британських робітників-експатріантів (відомих як уітландери) у Трансваалі. Але спроба виявилася невдалою. У Йоганнесбурзі серед робітників було набрано змовників. Вони повинні були набрати військо і готуватися до повстання. Рейд був неефективним, а повстання так і не відбулося. Але цей рейд став каталізатором в розпалюванні Другої англо-бурської війни та Другої Матабелеської війни.